# Denkel (deutscher Familienname)
Denkel ist mit seinen Varianten ein deutscher Familienname.

## Herkunft und Bedeutung
Der Name Denkel ist abgeleitet von der Weizensorte Dinkel. Verbreitung des Familiennamen im Bayrisch / Alemannischem Raum. Früheste Erwähnung im Jahre 1370.
1376 Urkundliche Erwähnung eines Karl Denkel bei Oberplan.
Durch Wanderungsbewegungen (Schwabenzüge) findet sich der Name auch auf dem Balkan.

## Varianten
- Dinkel
- Dinkler
- Dinkelmann
- Dinkelacker

## Namensträger
- Erb, Veit von Denkel, Amtmann zu Wimpfen, gest. 9. Oktober 1609.[2]